# Camanastus australis
Camanastus australis is een hooiwagen uit de familie Zalmoxioidae. De wetenschappelijke naam van Camanastus australis gaat terug op Roewer.